# Simon Franz Molitor
Alois Franz Simón José Molitor (Neckarsulm, 3 novembre 1766 – Vienna, 21 febbraio 1848) è stato un violinista, chitarrista e compositore austriaco.

## Opere
Composizioni per chitarra sola
- Sonata op. 7
- Variations sur un théme original op. 9
- Rondo op. 10
- Sonata op. 11
- Sonata op. 12
- Sonata op. 15
- Recueil de Petites pieces Favorites de differents Auteurs et un Rondeau Original pour la Guitare Seule - Libro III
- Marche Funebre

Composizioni per voce e chitarra
- Heiterkeit per voce e chitarra
- Sechs Ländler

Composizioni per violino e chitarra
- Grosse Sonate per chitarra e violino op. 3
- Grosse Sonate per chitarra e violino op. 5

Composizioni da camera
- Trio pour Violon ou Flute, Alto et Guitare op. 6
- Trio Concertant po ur Guitare, Flute et Alto op. 7